# کاج شاهزاده
کاج شاهزاده، سبزه زمستانی چتری، Chimaphila umbellata یا pipsissewa، یک گیاه کوچک گلدار چند ساله است که در جنگل‌های خشک یا خاک‌های شنی یافت می‌شود. این گیاه بومی در سراسر نیمکره شمالی است. این گیاه تا ۳۵سانتی‌متر (۱۲ اینچ) رشد می‌کند و دارای برگ‌های همیشه سبز، براق و دندانه دار است.